# Brasília Super Rádio
Brasília Super Rádio é uma emissora de rádio brasileira sediada em Brasília, no Distrito Federal. Operava no dial FM, na frequência 89,9 MHz. A emissora nasceu a partir da Brasília Super Rádio FM, fundada em 30 de junho de 1980 pelo jornalista Mário Garófalo, que ficou bastante famosa com sua ênfase na música clássica e erudita. Em 2018, anunciou uma afiliação em um modelo de parceria com a Alpha FM, encerrando o formato em 2019 na web.

## História
A 89,9 MHz foi entregue ao jornalista Mário Miguel Nicola Garófalo através do presidente Juscelino Kubitschek, amigo que fez convite para fazer residência em Brasília. Com objetivo de tocar "só música de qualidade" na emissora, a Brasília Super Rádio FM foi fundada em 30 de junho de 1980 e inaugurada pelo Papa João Paulo II, quando vez sua primeira visita oficial pelo Brasil tendo passagem por Brasília. Em 30 anos de atividade independente no Distrito Federal, a Brasília Super FM era a única emissora no mundo, com exceção apenas da Rádio do Vaticano, a ter sido inaugurada por um Papa.
Enquanto esteve no ar, a emissora tinha programação voltada para músicas orquestradas, óperas, jazz, músicas clássicas, MPB e temas de cinema, com espaço para jornalismo (em parceria com a Rádio Russa e da Rádio Pequim). Aos domingos, a emissora transmitia o noticiário semanal da Rádio Vaticano Ângelus, em tradução simultânea a palavra do Papa e a Bênção Apostólica. Idealizado por Mário Garófalo e transmitido desde sua inauguração, o programa Um Piano ao Cair da Noite era apresentado ao vivo de segunda à sexta-feira no palco-auditório do Conjunto Nacional, onde pianistas e várias apresentações especiais se revezavam.
Mário Garófalo faleceu em 2004 e o comando da emissora passou a ser da esposa, Lúcia Garófalo, que também era locutora, produtora e diretora da Brasília Super FM. Com dificuldades financeiras, Lúcia chegou a pedir ajuda a senadores para propor soluções de manutenção da emissora, em 2008. Em abril de 2012, a emissora foi pauta da revista Piauí, onde foi revelado que a emissora passava por uma crise financeira por falta de pagamento de direitos autorais junto ao Escritório Central de Arrecadação e Distribuição (Ecad). A emissora mantinha oito funcionários, sendo que alguns trabalhavam voluntariamente. Lúcia também revelou estar numa disputa litigiosa com o filho de Mário. Lúcia faleceu em 24 de setembro de 2017 e o controle da emissora passou a ser de Maria José Batista Steffen, inventariante e esposa de Ivo Steffen, cunhado de Lúcia.
Em abril de 2018, a empresa paulista Emerge passou a prestar serviços para a rádio. Esta entendeu que deveria ser colocada uma nova emissora na 89.9 FM. No dia 30 de abril, a Brasília Super FM encerrou seus programas e divulgou um comunicado em seus intervalos comerciais, onde anunciou que passaria a se chamar Alpha FM Brasília a partir de 1.º de maio, com nova segmentação e programação. A programação da Brasília Super Rádio continuaria somente via aplicativo e transmissão na internet, mas a constar do início de fevereiro de 2019, os serviços online se encontraram indisponíveis, caracterizando o fim do que ainda restava da programação original por completo. O jornalista Felipe Moraes, do site Metrópoles, revelou que a dívida da emissora junto ao ECAD era milionária e que não haveria cobranças para a transmissão online.